# Route nationale 114 (Italie)
Pour les articles homonymes, voir Route nationale 114.
La route nationale 114 Orientale Sicula (SS 114) est une route nationale italienne qui relie Messine à Syracuse, en passant par Catane, dans la région de Sicile.
Elle se compose de deux tronçons distincts qui ne sont pas interconnectés : le premier, avec des caractéristiques de réseau routier ordinaire, de Messine jusqu'à Augusta ; le second, séparé du réseau routier précédent au moment de l'ouverture de l'autoroute Catane-Syracuse, présente des caractéristiques autoroutières et est parfaitement connecté au nord avec l'autoroute susmentionnée et au sud avec l'A18 Syracuse-Gela. Ce tronçon, en plus de faire partie de l'itinéraire principal entre Catane et Syracuse, est inclus dans la route européenne E45.
Selon une enquête menée par l'ACI et l'ISTAT en 2006, la route se situait à la huitième place parmi les routes nationales les plus dangereuses d'Italie.

## Histoire

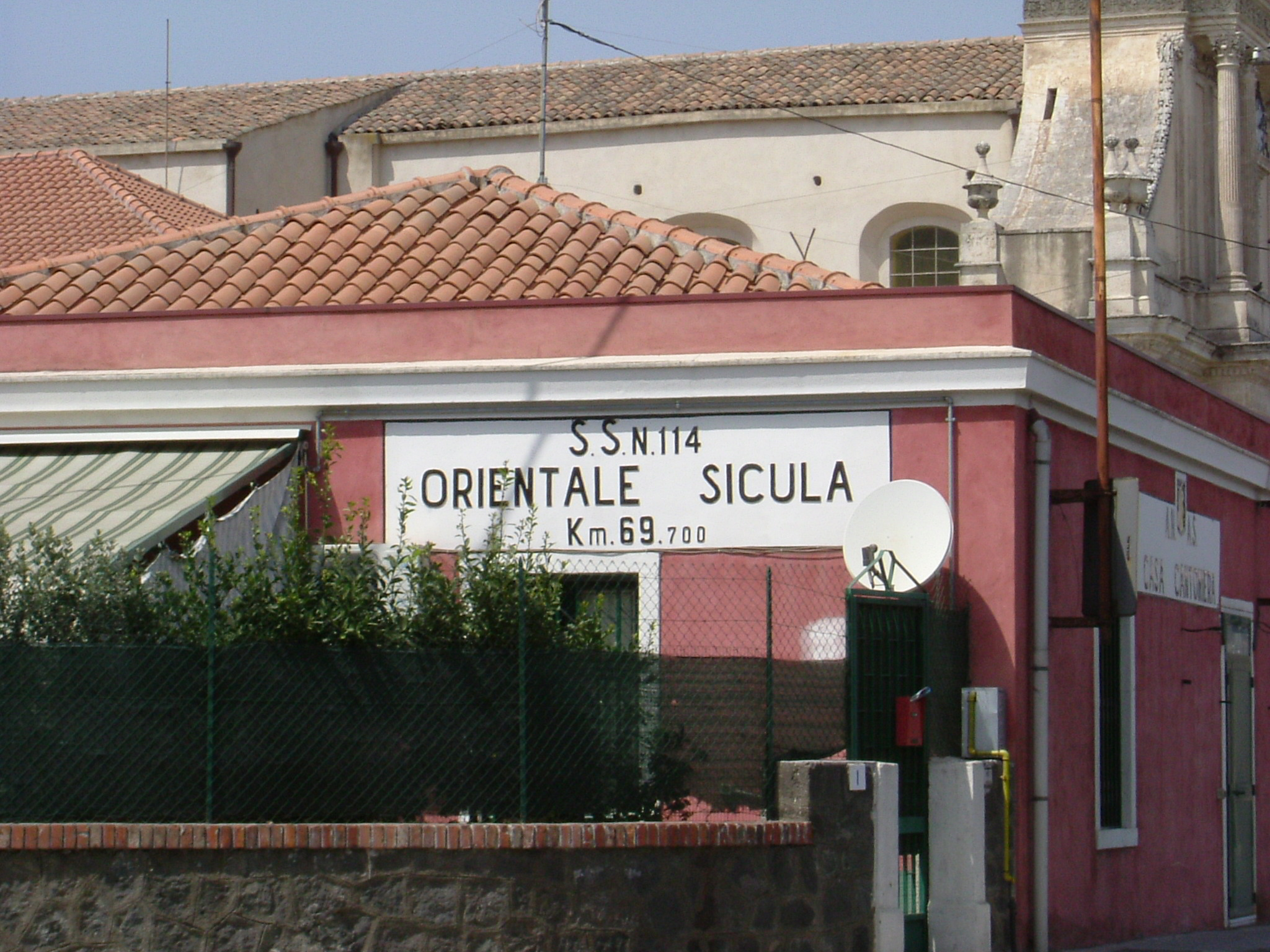
Maison cantonnière à Trepunti (Giarre).

Le tracé de la route nationale 114, principalement côtière, suit largement celui de la route consulaire romaine Pompeia.
L'itinéraire actuel entre Messine et Catane est en grande partie le même que celui d'origine, construit en 1928 à partir de la partie terminale de la route nationale 103 Sicile-Periferica Sicula. Par rapport aux années 1960, trois variantes extra-urbaines ont été construites avec des accotements latéraux entre Messine et Giampilieri Marina ; en correspondance avec Letojanni ; et de Santa Maria degli Ammalati à Capo Mulini pour éviter de traverser le centre urbain d'Acireale.
Entre Catane et Syracuse, cependant, l'itinéraire était à l'origine radicalement différent et a subi plusieurs variations au fil du temps : après le pont Primosole sur la rivière Simeto, l'actuelle route nationale 194 Ragusana jusqu'à Lentini était classée route nationale 114, car il n'y avait pas de route le long de la côte marécageuse du golfe de Catane. La route traversait Lentini, Carlentini, Villasmundo, Melilli, Priolo le long de l'actuelle route provinciale 96 de la province de Syracuse. De Priolo, celle-ci suivait de nouveau la côte (route provinciale actuelle ex SS 114) jusqu'à la subdivision de Targia, où elle entre par un grand virage en montée vers le nord de Syracuse. Par un itinéraire urbain, elle se connectait à la via Elorina, où débute la SS 115 Sud Occidentale Sicula dans le centre de Syracuse.
La construction d'une nouvelle route nationale au sud de Catane s'est construit le long de la côte sans traverser aucune ville jusqu'à Priolo. Par la suite, avec la construction du tronçon aux caractéristiques autoroutières dans les années 80, jusqu'à l'intersection avec la route nationale 124 Siracusana, le tronçon côtier correspondant a été déclassé en route provinciale. Enfin, le tronçon à deux voies a été brièvement prolongé vers le sud, afin de se connecter directement à l'autoroute Siracusa-Gela, et a été séparé de la voie unique avec l'ouverture de l'autoroute Catane-Syracuse.

## Description

### De Messine à Augusta
Le point de départ de la route nationale 114 est situé à Messine, sur la piazza Cairoli, et la route appartient à l'autorité municipale dans le tronçon urbain qui traverse les quartiers sud de la ville (Gazzi, Contesse, Pistunina, Tremestieri et Mili Marina). Du km 8 + 300 commence la section gérée par ANAS, le long d'une variante construite vers le milieu du XXe siècle qui passe par les villages de Messine de Moleti, Galati Marina, Santa Margherita, Ponte Schiavo, Briga Marina et Giampilieri Marina. Avant Capo Scaletta, la section de la variante s'achève et débute les carrefours des centres habités le long de la côte ionienne de Messine, situés entre les fiumara qui descendent des monts Péloritains : Scaletta Zanclea, Itala Marina, Alì Terme, Nizza di Sicilia, Roccalumera, Furci Siculo, Santa Teresa di Riva et Sant'Alessio Siculo. La route nationale est également le principal axe urbain de tous ces centres habités, souvent étroits et fréquentés. En raison de l'absence de routes côtières alternatives — cela se produit à Scaletta Zanclea et Itala Marina — la route a un trafic à double sens. Dans toutes les autres communes entre Capo Alì et Sant'Alessio Siculo, il existe des routes côtières urbaines alternatives qui, d'une certaine manière, parviennent à décongestionner la circulation automobile ; dans les communes de Roccalumera, Furci Siculo et Santa Teresa di Riva, la route nationale est à sens unique (direction Messine-Catane) car le trafic en sens inverse est absorbé par le lungomare.
De Sant'Alessio Siculo, la route monte avec de larges virages en lacets jusqu'à Capo Sant'Alessio (jonction pour Forza d'Agrò) et de là, descend jusqu'à la ville de Letojanni, passée en variante, et monte à Capo Taormina (jonction pour Taormine). La route traverse Giardini-Naxos et pénètre dans la ville métropolitaine de Catane en traversant le fleuve Alcantara, quittant les monts Péloritains pour longer les pentes orientales de l'Etna.
Après avoir traversé le territoire de Calatabiano (un hameau de Lapide Pasteria), la route atteint la ville de Fiumefreddo di Sicilia, où se trouve l'intersection avec la route nationale 120 dell'Etna et delle Madonie. La route devient une gestion commune des villes de Mascali et Giarre et reprend comme route nationale traversant San Leonardello, Mangano, Guardia et San Giovanni Bosco et contournant Acireale à l'est, puis passant à la compétence municipale de la municipalité d'Aci Castello en correspondance avec Aci Trezza. Un tronçon d'un peu plus d'un kilomètre, de Cannizzaro (it) à l'entrée nord-est de Catane, reste sous la responsabilité de l'ANAS.
Dans la ville de Catane, l'itinéraire historique le long duquel se déroule le kilomètre progressif traverse le centre-ville et diverge des routes de passage modernes qui longent le lungomare. Dans le centre historique de Catane, sur la piazza Palestro, commence la route nationale 121 Catanese vers Palerme. Au sud de Catane, la route nationale 114 tourne vers le sud avec une longue ligne droite qui, partant de la jonction avec le contournement de Catane (km 108 + 750), revient à la direction de l'ANAS. Juste au-delà du pont sur le fleuve Simeto, reconstruit entre 2009 et 2011, atteint la jonction Primosole avec la route nationale 194 et continue le long de la côte sablonneuse jusqu'à Agnone Bagni puis rocheuse le long de la côte sarrasine. Sur ce tronçon, il y a la jonction avec la bifurcation pour Lentini et celles pour Agnone Bagni, Brucoli et Augusta-Villasmundo. Au km 130 + 000, la route, qui se poursuivait auparavant vers Syracuse, depuis 2016, s'engage sans solution de continuité sur un tronçon de route sous juridiction provinciale. Cette route provinciale est constituée d'un ancien tronçon désuet de la route nationale 114, qui rejoint, après 1,1 km; avec l'axe de pénétration de Villasmundo, qui après 0,7 km conduit à des carrefours à des niveaux échelonnés permettant la connexion avec : le tronçon de la route nationale 114 classée comme principale route extra-urbaine de Syracuse, la route nationale 193 vers Augusta ; l'autoroute Catane-Syracuse pour Catane.

#### Parcours

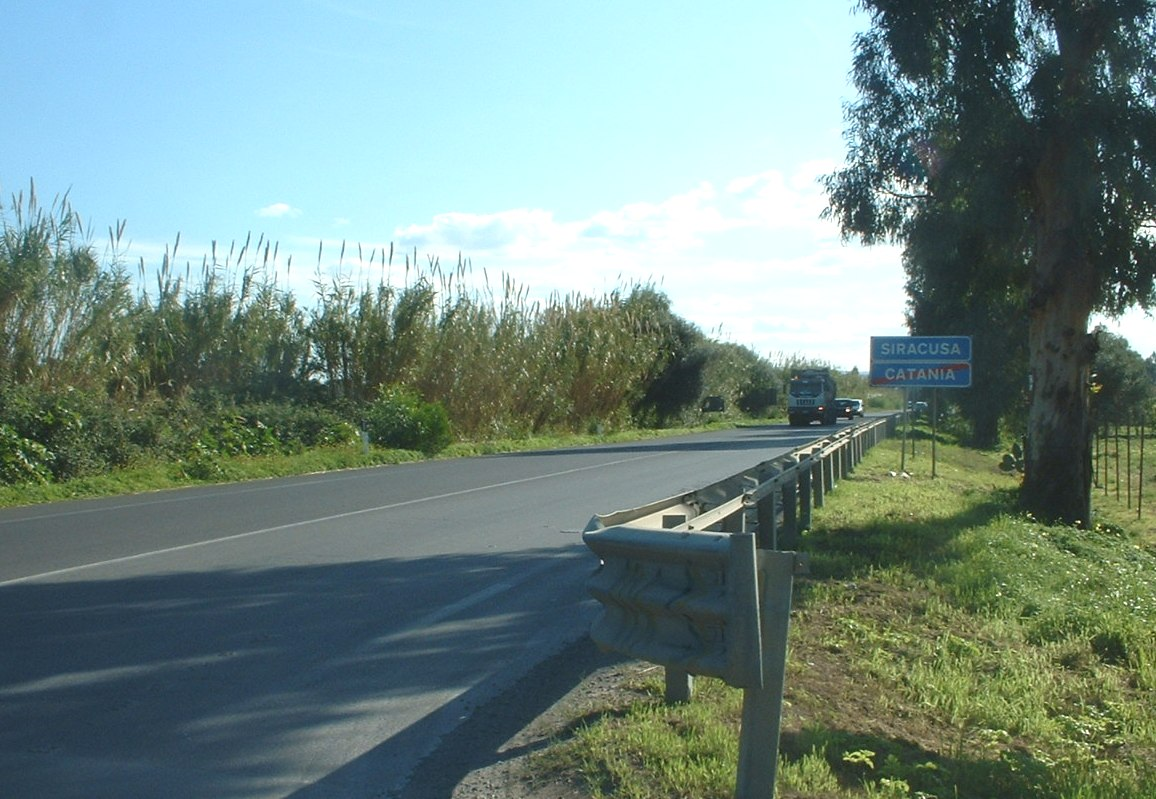
La route à la frontière entre les provinces de Catane et Syracuse à Corridore del Pero (Carlentini).

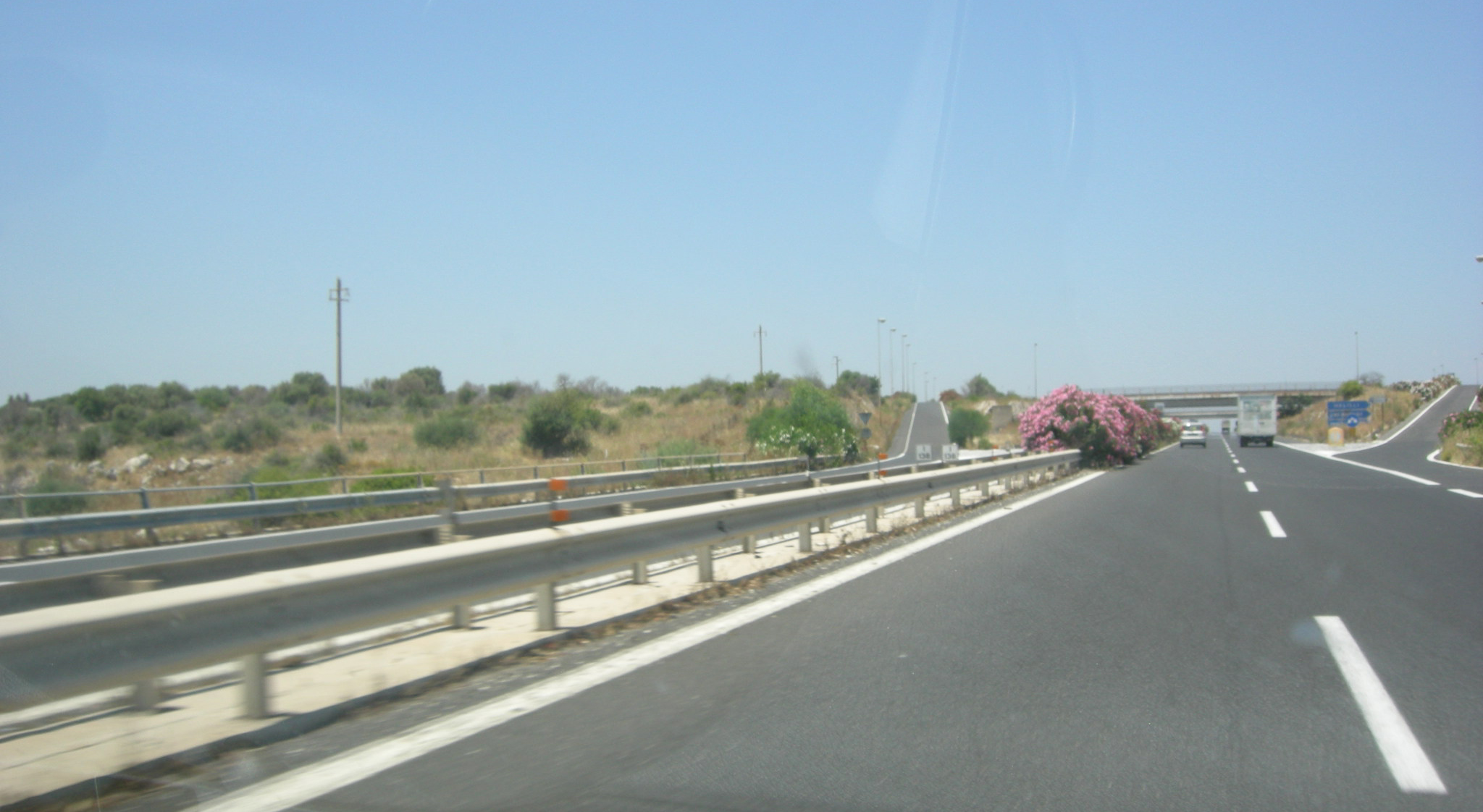
La route à la jonction de Melilli, au kilomètre 138.

| Orientale Sicula tronçon Messine-Augusta |                                                                            |       |                |                  |
| Type                                     | Indication                                                                 | ↓km↓  | Province       | Route européenne |
|                                          | Messine Piazza Cairoli Settentrionale Sicula Ferry pour Villa San Giovanni | 0,0   | Messine        |                  |
|                                          | Messine Viale Europa                                                       | 0,9   | Messine        |                  |
|                                          | Messine-Palerme (Jonction Messine sud-Tremestieri)                         | 6,6   | Messine        | -                |
|                                          | pour Mili San Marco, Mili San Pietro                                       | 8,3   | Messine        | -                |
|                                          | Moleti                                                                     | 9,3   | Messine        | -                |
|                                          | Galati Marina pour Santa Margherita, Santo Stefano di Briga                | 10,7  | Messine        | -                |
|                                          | Briga Marina                                                               | 13,5  | Messine        | -                |
|                                          | Giampilieri Marina pour Giampilieri, Molino, Altolia                       | 15,3  | Messine        | -                |
|                                          | Capo Scaletta                                                              | 16,5  | Messine        | -                |
|                                          | Scaletta Zanclea pour Scaletta Superiore                                   | 17,8  | Messine        | -                |
|                                          | Itala Marina pour Itala                                                    | 19,4  | Messine        | -                |
|                                          | Capo Alì                                                                   | 21,8  | Messine        | -                |
|                                          | Alì Terme pour Alì                                                         | 23,8  | Messine        | -                |
|                                          | Nizza di Sicilia pour Fiumedinisi                                          | 25,8  | Messine        | -                |
|                                          | Roccalumera pour Pagliara, Mandanici                                       | 28,4  | Messine        | -                |
|                                          | Messine-Catane (Jonction de Roccalumera)                                   | 29,8  | Messine        | -                |
|                                          | Furci Siculo                                                               | 30,7  | Messine        | -                |
|                                          | Santa Teresa di Riva pour Savoca, Casalvecchio Siculo, Antillo             | 33,2  | Messine        | -                |
|                                          | Sant'Alessio Siculo pour Scifì, Limina, Roccafiorita, Antillo              | 35,4  | Messine        | -                |
|                                          | Capo Sant'Alessio pour Forza d'Agrò                                        | 38,2  | Messine        | -                |
|                                          | Letojanni pour Mongiuffi Melia, Gallodoro                                  | 43,6  | Messine        | -                |
|                                          | Messine-Catane (Jonction de Taormine) pour Taormine, Castelmola            | 45,7  | Messine        | -                |
|                                          | Mazzarò Île Belle Téléporté Mazzarò-Taormine                               | 47,0  | Messine        | -                |
|                                          | Capo Taormina pour Taormine, Castelmola                                    | 48,2  | Messine        | -                |
|                                          | Villagonia                                                                 | 49,5  | Messine        | -                |
|                                          | Giardini-Naxos                                                             | 51,1  | Messine        | -                |
|                                          | di Sella Mandrazzi                                                         | 52,4  | Messine        | -                |
|                                          | Chianchitta-Pallio (ex SS 114) pour la SS 185                              | 54,4  | Messine        | -                |
|                                          | Alcantara                                                                  | 54,5  | Messine/Catane | -                |
|                                          | pour Calatabiano                                                           | 54,5  | Catane         | -                |
|                                          | Lapide Pasteria pour Calatabiano                                           | 56,5  | Catane         | -                |
|                                          | Fiumefreddo di Sicilia dell'Etna e delle Madonie                           | 59,1  | Catane         | -                |
|                                          | Mascali                                                                    | 63,4  | Catane         | -                |
|                                          | Pagliara pour Riposto                                                      | 65,0  | Catane         | -                |
|                                          | Santa Maria la Strada                                                      | 65,6  | Catane         | -                |
|                                          | Giarre                                                                     | 67,2  | Catane         | -                |
|                                          | Trepunti pour Santa Venerina, Zafferana Etnea                              | 69,7  | Catane         | -                |
|                                          | San Leonardello                                                            | 71,8  | Catane         | -                |
|                                          | Mangano                                                                    | 73,1  | Catane         | -                |
|                                          | Guardia                                                                    | 74,9  | Catane         | -                |
|                                          | San Giovanni Bosco                                                         | 75,7  | Catane         | -                |
|                                          | Santa Maria degli Ammalati                                                 | 76,9  | Catane         | -                |
|                                          | Acireale nord                                                              | 78,0  | Catane         | -                |
|                                          | Acireale pour Santa Tecla, Scillichenti, Riposto                           | 80,4  | Catane         | -                |
|                                          | Acireale sud                                                               | 83,0  | Catane         | -                |
|                                          | Capo Mulini                                                                | 85,0  | Catane         | -                |
|                                          | Aci Trezza                                                                 | 86,3  | Catane         | -                |
|                                          | Aci Castello pour Ficarazzi, San Gregorio di Catania                       | 88,7  | Catane         | -                |
|                                          | Cannizzaro                                                                 | 90,6  | Catane         | -                |
|                                          | Contournement de Catane                                                    | 93,3  | Catane         | -                |
|                                          | Catane Piazza Palestro Catanese                                            | 98,7  | Catane         | -                |
|                                          | Catane Zia Lisa della Valle del Dittaino                                   | 100,9 | Catane         | -                |
|                                          | Zone industrielle de Catane pour Lidi Plaia                                | 105,3 | Catane         | -                |
|                                          | Zone industrielle de Catane                                                | 107,3 | Catane         | -                |
|                                          | Tangenziale di Catania                                                     | 108,9 | Catane         | -                |
|                                          | Simeto                                                                     | 109,8 | Catane         | -                |
|                                          | Bivio Primosole Ragusana                                                   | 110,2 | Catane         | -                |
|                                          | della Costa Saracena                                                       | 118,8 | Syracuse       | -                |
|                                          | pour Agnone Bagni, Carlentini                                              | 120,8 | Syracuse       | -                |
|                                          | pour Brucoli, Castelluccio, Carlentini                                     | 125,8 | Syracuse       | -                |
|                                          | pour Augusta, Villasmundo                                                  | 128,7 | Syracuse       | -                |
|                                          | pour Villasmundo, SS 114, SS 193                                           | 130,0 | Syracuse       | -                |

### D'Augusta à Syracuse
La route nationale reprend dans le prolongement de l'autoroute Catane-Syracuse avec les caractéristiques d'une route principale de banlieue, jusqu'à la fin, qui correspond au début de l'autoroute Syracuse-Rosolini. Le long de cet axe, il y a les jonctions pour Augusta-Villasmundo, Sortino, Melilli, Priolo, Priolo Sud-Floridia, Syracuse Nord-Floridia et Syracuse-Floridia.
L'ultime tronçon de cet axe, sur environ 2 kilomètres, a été provisoirement appelé la nuova strada Anas 240 di Siracusa ; aujourd'hui, celle-ci est classée à tous égards comme faisant partie de la route nationale 114.

#### Parcours
| Orientale Sicula tronçon Augusta-Syracuse |                                                                                   |        |        |          |                  |
| Type                                      | Indication                                                                        | ↓ km ↓ | ↑ km ↑ | Province | Route européenne |
|                                           | Catane-Syracuse                                                                   | 130,6  | 24,1   | Syracuse |                  |
|                                           | Augusta - Villasmundo d'Augusta                                                   | 131,0  | 23,7   | Syracuse |                  |
|                                           | Megara Hyblaea (sortie uniquement vers Syracuse) (entrée uniquement vers Augusta) | 131,5  | 23,2   | Syracuse |                  |
|                                           | Sortino Zone industrielle d'Augusta                                               | 133,9  | 20,2   | Syracuse |                  |
|                                           | Melilli - Priolo Gargallo nord Zone industrielle de Melilli-Priolo                | 137,7  | 17,0   | Syracuse |                  |
|                                           | Aire de service « Priolo est »                                                    | -      | 15,3   | Syracuse |                  |
|                                           | Priolo Gargallo - Cava Sorciaro                                                   | 140,7  | 14,0   | Syracuse |                  |
|                                           | Priolo Gargallo sud                                                               | 144,1  | 10,6   | Syracuse |                  |
|                                           | Aire de service « Priolo ouest »                                                  | 147,1  | -      | Syracuse |                  |
|                                           | Syracuse Nord - Belvedere Targia - Zone commerciale                               | 147,7  | 7,0    | Syracuse |                  |
|                                           | Syracuse - Floridia - Solarino Siracusana                                         | 152,7  | 2.0    | Syracuse |                  |
|                                           | Aire de service « Serramendola »                                                  | 154,1  | 0,6    | Syracuse |                  |
|                                           | Syracuse-Rosolini                                                                 | 154,7  | 0,0    | Syracuse |                  |

## Intérêt paysager
La partie centrale de l'itinéraire offre une vue constante sur l'Etna. Selon le Touring Club italien les tronçons les plus intéressants pour contempler le paysage sont ceux entre Messine et Capo Scaletta, avec vue sur le détroit de Messine, à Capo Taormina, avec une vue sur l'Isola Bella et la baie de Giardini Naxos (étant donné l'orientation stratégique, avec des conditions atmosphériques optimales, il est également possible de voir au loin à l'œil nu le front de mer de Catane et d'Augusta), d'Acireale, sur la haute terrasse naturelle de la Timpa, et d'Agnone Bagni, avec une vue sur la côte sablonneuse jusqu'à Catane, avec l'Etna en arrière-plan.

## Route nationale 114 dir della Costa Saracena
La route nationale 114 dir de la Costa Saracena (SS 114 dir), anciennement connue sous le nom de nuova strada ANAS 345 della Costa Saracena (NSA 345) (NSA 345), est une route nationale italienne qui relie Lentini à la mer, sur un tracé de 7,4 km.

## Histoire
L'itinéraire a été ouvert à la circulation au début des années 1990, en variante du premier tronçon de la route nationale 194 Ragusana, pour permettre une connexion plus rapide entre Catane et Raguse, en profitant d'une partie de la route de Syracuse et en évitant les collines suivant la jonction de Primosole, ce qui complexa le voyage de Catane à Lentini et Lentini  à Raguse. Malgré l'attribution de leur propre numérotation, les panneaux présents sur place en 2018 continuent d'indiquer la route comme SS 194 et le kilométrage progressif n'est pas indépendant mais suit celui de la SS 194, originaire du km 4,6, compte tenu de l'itinéraire plus court que la variante.

## Description
La route rejoint parfaitement la route nationale 194 près de Lentini, au km 12, et se termine au km 118,8 de la route nationale 114, avec un échangeur routier, près d'Agnone Bagni. La seule jonction de l'autoroute Catane-Syracuse a été construite sur la route nationale 114 dir. La circulation est interdite aux cyclomoteurs et vélos.

### Parcours
Le kilométrage officiel, indiqué dans le tableau, diminue à partir de l'intersection avec la route Statale 194 Ragusana au kilomètre 12.
| della Costa Saracena |                                                      |      |          |
| Type                 | Indication                                           | ↓km↓ | Province |
|                      | Orientale Sicula                                     | 4,6  | Syracuse |
|                      | Catane-Syracuse (jonction Lentini-Carlentini-Raguse) | 9,2  | Syracuse |
|                      | Ragusana                                             | 12,0 | Syracuse |